# Adelaide di Savoia (regina dei Romani)
Adelaide di Savoia (1052 – 1079) fu duchessa consorte di Svevia dal 1062 e regina consorte dei Romani dal 1077 alla sua morte.

## Origine
Adelaide, secondo lo storico Samuel Guichenon, nel suo Histoire généalogique de la royale maison de Savoie, era figlia del conte di Moriana, d'Aosta e del Chiablese, Oddone e della margravia di Torino e di Susa, Adelaide, che discendeva dalla stirpe degli Arduinici, e secondo Samuel Guichenon, era figlia del margravio di Torino e Susa, Olderico Manfredi II e della contessa Berta degli Obertenghi, che secondo lo storico Ludovico Antonio Muratori era figlia di Oberto II, margravio di Milano, di Tortona e di Genova.
Oddone di Savoia era il figlio quartogenito del conte di Moriana e del Chiablese, Umberto I Biancamano e di Ancilia od Ancilla d'Aosta, come ci viene confermato dal documento n° XXVII de Il conte Umberto I (Biancamano) e il re Ardoino: ricerche e documenti.

## Biografia
Sua madre, Adelaide di Susa, era al suo terzo matrimonio, avendo sposato in prime nozze, il duca di Svevia Ermanno (1014 – 1038), che, secondo il Chronicon Ottonis Frisingensis, era il secondo figlio di Gisella di Svevia e del duca di Svevia Ernesto I e figliastro dell'imperatore Corrado II il Salico, terzo marito di Gisella; ed in seconde nozze, come ci viene confermato da una donazione al monastero di S. Antonino (Henricus marchio filius quondam Wilielmi similiter marchioni et Adalena comitissa jugales), riporta da Il conte Umberto I (Biancamano) e il re Ardoino : ricerche e documenti, si sposò in seconde marchese del Monferrato, Enrico, figlio del marchese del Monferrato, Guglielmo III, come ci viene confermato dal documento n° 1 de Le carte della prevostura d'Oulx raccolte e riordinate cronologicamente fino al 1300 (Heynricus marchio filius quondam Uuilielmi similique marchioni), e della moglie Waza.
Adelaide venne citata in un documento, senza essere nominata, nel documento n° VII de Le carte della prevostura d'Oulx raccolte e riordinate cronologicamente fino al 1300, datato 1057, in cui, suo padre, Oddone, e sua madre, Adelaide, assieme ai fratelli Pietro, Amedeo e le figlie (Oddo et uxor mea Adalaicis et filii mei Petrus Admedeus et filie mee), fecero una donazione alla chiesa di Oulx.
Nel 1067, come ci riportano i Bertholdi Annales, Adelaide (uxor vero regis Roudolfi, nomine Adelheit, filia Adelheidæ marchionissæ, soror Berhtæ reginæ uxoris Heinrici) venne data in sposa al duca di Svevia Rodolfo di Rheinfelden acquisendo il titolo di duchessa di Svevia; durante il matrimonio fu colpita da varie sventure; secondo gli Annales Weissemburgenses, Adelaide fu falsamente accusata di non essere fedele al marito (castitatem non servaverit), nel 1069, fu ripudiata e disonorata (marito et honore privata est); ancora gli Annales Weissemburgenses riportano che due anni dopo, nel 1071, suo marito, Rodolfo la riaccolse, dopo che il papa Alessandro II l'aveva discolpata (coram Alexandro papa expurgatam).
Nel 1077 divenne anche regina consorte di Romani, essendo stato suo marito, Rodolfo, eletto anti-re dei Romani da alcuni principi tedeschi in opposizione a Enrico IV di Franconia.
A seguito di questo avvenimenti, i Bertholdi Annales, riportano che Adelaide (uxor autem regis), attraversando la Borgogna (in partes Burgundiæ a Turego divertens), per recarsi ad un castello di sua proprietà (quodam castello suo), subì parecchie offese (plurimas Burgundionum illic passura iniurias); inoltre vi fu una rivolta capeggiata dagli anti-vescovi di Basilea, Losanna e Strasburgo, domata dalle truppe di Rodolfo.
Sempre in quel periodo, Adelaide viene citata tra i fondatori di un monastero nella Foresta Nera (Nomina Fundatorum huius loci Monasterii Sancti Petri in Nigri Silva: Rudolfus rex de Arle. Adelheidis uxor).
Sotto il peso di tante avversità, Adelaide morì nel castello di Hohentwiel, nei pressi del Lago di Costanza, nel 1079, a causa di una febbre molesta; fu sepolta nell'abbazia di San Biagio nella Foresta Nera; anche gli Annales Sancti Blasii riportano la morte e la sepoltura di Adelaide (Adelheit uxor Roudolfi regis obiit, et apud Sanctum Blasium sepulta jacet).

## Figli
Dal suo matrimonio con Rodolfo ebbe sei figli:
- Adelaide (1063/1065-† 1090), sposata nel 1077 con Ladislao I, re d'Ungheria, come ci conferma il Bernoldi Chronicon[16];
- Bertoldo (1065 circa-† 1090), duca di Svevia, come ci conferma il Bernoldi Chronicon[17];
- Agnese († 1111), sposata nel 1077 con Bertoldo II di Zähringen, duca di Svevia, come ci conferma la Genealogia Zaringorum[18];
- Berta († 1128), sposata nel 1077 con Ulrico X, conte di Bregenz, come ci conferma il Casus Monasterii Petrishusensis[19] ed il De Rudolpho Suevico comite de Rhinfelden[20];
- Ottone, morto giovane;
- Bruno, monaco a Hirsau e poi abate nell'abbazia di Scheyern, secondo le Europäische Stammtafeln[21], vol II, 190 (non consultate)[15].

## Ascendenza
|                      |                     |                                 | Genitori                  |  |  | Nonni |  |  | Bisnonni |  |  | Trisnonni |  |
|                      |                     |                                 |                           |  |  |       |  |  | …        |  |  | …         |  |
|                      |                     |                                 |                           |  |  |       |  |  | …        |  |  | …         |  |
|                      |                     | …                               |                           |  |  |       |  |  | …        |  |  |           |  |
| Umberto I Biancamano |                     |                                 |                           |  |  |       |  |  | …        |  |  |           |  |
|                      |                     | …                               | …                         |  |  |       |  |  |          |  |  |           |  |
|                      |                     | …                               | …                         |  |  |       |  |  |          |  |  |           |  |
|                      |                     | …                               | …                         |  |  |       |  |  |          |  |  |           |  |
| Oddone di Savoia     |                     | …                               |                           |  |  |       |  |  |          |  |  |           |  |
|                      |                     | …                               | …                         |  |  |       |  |  |          |  |  |           |  |
|                      |                     | …                               | …                         |  |  |       |  |  |          |  |  |           |  |
|                      |                     | …                               | …                         |  |  |       |  |  |          |  |  |           |  |
| Ancilla del Vallese  |                     | …                               |                           |  |  |       |  |  |          |  |  |           |  |
|                      |                     | …                               | …                         |  |  |       |  |  |          |  |  |           |  |
|                      |                     | …                               | …                         |  |  |       |  |  |          |  |  |           |  |
|                      |                     | …                               | …                         |  |  |       |  |  |          |  |  |           |  |
| Adelaide di Savoia   |                     | …                               |                           |  |  |       |  |  |          |  |  |           |  |
|                      | Olderico Manfredi I | Arduino il Glabro               |                           |  |  |       |  |  |          |  |  |           |  |
|                      | Olderico Manfredi I | Arduino il Glabro               |                           |  |  |       |  |  |          |  |  |           |  |
|                      | Olderico Manfredi I | …                               |                           |  |  |       |  |  |          |  |  |           |  |
| Olderico Manfredi II | Olderico Manfredi I |                                 |                           |  |  |       |  |  |          |  |  |           |  |
|                      |                     | Prangarda di Canossa            | Adalberto Atto di Canossa |  |  |       |  |  |          |  |  |           |  |
|                      |                     | Prangarda di Canossa            | Adalberto Atto di Canossa |  |  |       |  |  |          |  |  |           |  |
|                      |                     | Prangarda di Canossa            | Ildegarda dei Supponidi   |  |  |       |  |  |          |  |  |           |  |
| Adelaide di Susa     |                     | Prangarda di Canossa            |                           |  |  |       |  |  |          |  |  |           |  |
|                      |                     | Oberto II (Margravio di Milano) | Oberto I di Milano        |  |  |       |  |  |          |  |  |           |  |
|                      |                     | Oberto II (Margravio di Milano) | Oberto I di Milano        |  |  |       |  |  |          |  |  |           |  |
|                      |                     | Oberto II (Margravio di Milano) | Guilla di Bonifazio       |  |  |       |  |  |          |  |  |           |  |
| Berta di Milano      |                     | Oberto II (Margravio di Milano) |                           |  |  |       |  |  |          |  |  |           |  |
|                      |                     | …                               | …                         |  |  |       |  |  |          |  |  |           |  |
|                      |                     | …                               | …                         |  |  |       |  |  |          |  |  |           |  |
|                      |                     | …                               | …                         |  |  |       |  |  |          |  |  |           |  |
|                      |                     | …                               |                           |  |  |       |  |  |          |  |  |           |  |

### Fonti primarie
- (LA) Monumenta Germaniae Historica, Scriptores, tomus III. URL consultato il 1º marzo 2020 (archiviato dall'url originale il 23 settembre 2015)..
- (LA) Monumenta Germaniae Historica, Scriptores (in Folio) (SS), tomus V. URL consultato il 30 marzo 2020 (archiviato dall'url originale il 1º novembre 2019).
- (LA) Monumenta Germaniae Historica, Scriptores (in Folio) (SS), tomus VI. URL consultato il 30 marzo 2020 (archiviato dall'url originale il 1º novembre 2019).
- (LA) Monumenta Germaniae Historica, Scriptores (in Folio) (SS), tomus XIII. URL consultato il 30 marzo 2020 (archiviato dall'url originale il 2 novembre 2019).
- (LA) Monumenta Germaniae Historica, Scriptores, tomus XVII. URL consultato il 30 marzo 2020 (archiviato dall'url originale il 2 ottobre 2018)..
- (LA) Monumenta Germaniae Historica, Scriptores (in Folio) (SS), tomus XX. URL consultato il 30 marzo 2020 (archiviato dall'url originale il 2 novembre 2019).
- (LA) Monumenta Germaniae Historica, Diplomata Heinrichs IV (1077 - 1106). URL consultato il 30 marzo 2020 (archiviato dall'url originale il 2 novembre 2019).
- (LA) Le carte della prevostura d'Oulx raccolte e riordinate cronologicamente fino al 1300.
- (IT, LA)   Il conte Umberto I (Biancamano) e il re Ardoino : ricerche e documenti.
- (LA) De Rudolpho Suevico comite de Rhinfelden.

### Letteratura storiografica
- (FR) Histoire généalogique de la royale maison de Savoie, justifiée par titres, ..par Guichenon, Samuel.